# Evolution Principle
Evolution Principle — перший мініальбом німецького симфонічного павер-метал-гурту Krypteria. Реліз відбувся 4 серпня 2006 через лейбл Synergy Records та EMI Records.

## Список композицій
| Evolution Principle | Evolution Principle  | Evolution Principle |
| #                   | Назва                | Тривалість          |
| ------------------- | -------------------- | ------------------- |
| 1.                  | «Sweet Revenge»      | 04:48               |
| 2.                  | «Lost»               | 04:38               |
| 3.                  | «The Promise»        | 04:07               |
| 4.                  | «No More Lies»       | 03:46               |
| 5.                  | «Na Ga Ja»           | 03:46               |
| 6.                  | «Victoriam Speramus» | 03:19               |
| 24:24               |                      |                     |

## Учасники запису
- Джі-Інь Чо — вокал
- Кріс Сімонс — гітара
- Френк Стамфолль — бас-гітара
- Ес. Сі. Кашнерус — ударні